# Histoire de Valouïki et de ses environs

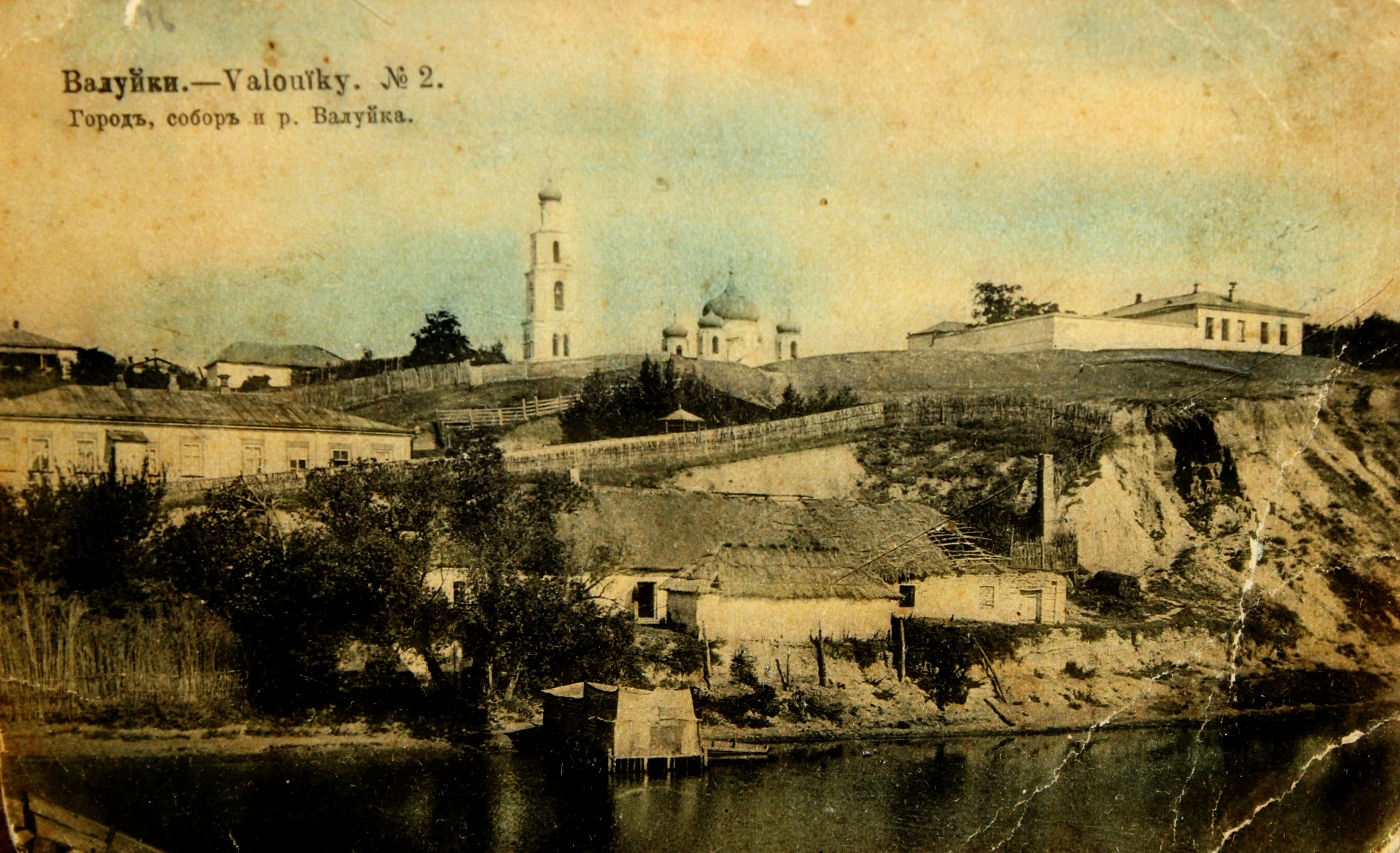
Le paysage de Valouïki au début du XXe siècle

 (juin 2013).
L'histoire de la ville russe de Valouïki commence en 1593 ou en 1599 selon différentes sources historiques. 
Elle est fondée en tant que citadelle sur la route Mouravski (en), près de la confluence des rivières Valouï (ru) et Oskol. Mais l'histoire du territoire de Valouïki est plus ancienne. Quelques sites attestent un peuplement très ancien de l'actuel territoire de Valouïki, où des hommes ont vécu dès le Paléolithique. Les sujets de la culture archéologique médiévale de Saltovo-Mayaki (en) s'installent dans la région aux cours des rivières, développant artisanat et commerce.
La ville est attaquée par les troupes du Faux Dimitri pendant le Temps des troubles (début du XVIIe siècle). Elle est plusieurs fois mise à sac par les Tatars de Crimée ou par le militaire polonais Jakub Ostrzanin (pl) pendant la Guerre de Smolensk. Au début de la Guerre des Paysans russes (1773-1775) des populations locales agissent en faveur du pouvoir en place. À la fin du XVIIe siècle Valouïki devient un point de départ pour les campagnes d'Azov menées par Pierre Ier le Grand, de sorte que ce dernier, Patrick Gordon et d'autres chefs militaires visitent la ville. Après l'affaiblissement du Khanat de Crimée la ville perd son importance défensive pour devenir une ville typique du Gouvernement de Voronej.
Après le début de la Révolution russe de 1905 l'activité politique s'est significativement intensifiée. Après la Révolution d'Octobre, Valouïki fait partie de l'Hetmanat pour une courte période, puis elle rejoint la République socialiste fédérative soviétique de Russie et devient l'objet de l'ukrainisation qui a pourtant déraillé[pas clair]. Au cours des années 1930, la ville connaît la famine à cause de la politique stalinienne. Pendant la Seconde Guerre mondiale Valouïki est occupée par les troupes allemandes, puis libérée en janvier 1943.

## De 1650 à 1699

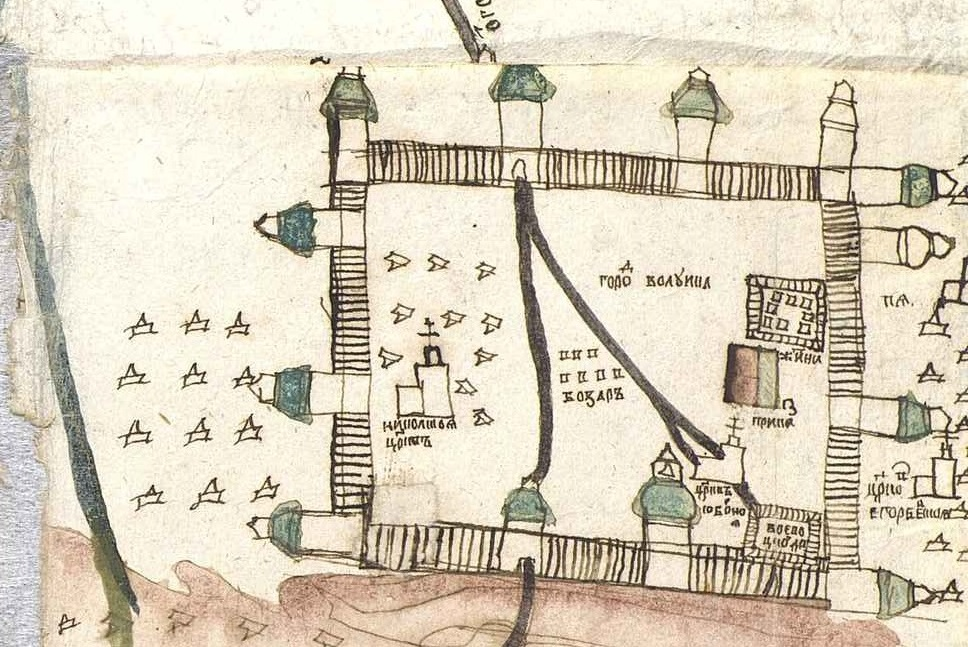
Dessin de 1687 représentant la forteresse de Valouïki.

## Le XVIIIe siècle

Plan de la forteresse et des autres constructions de Valouïki au XVIIIe siècle.

## Histoire contemporaine

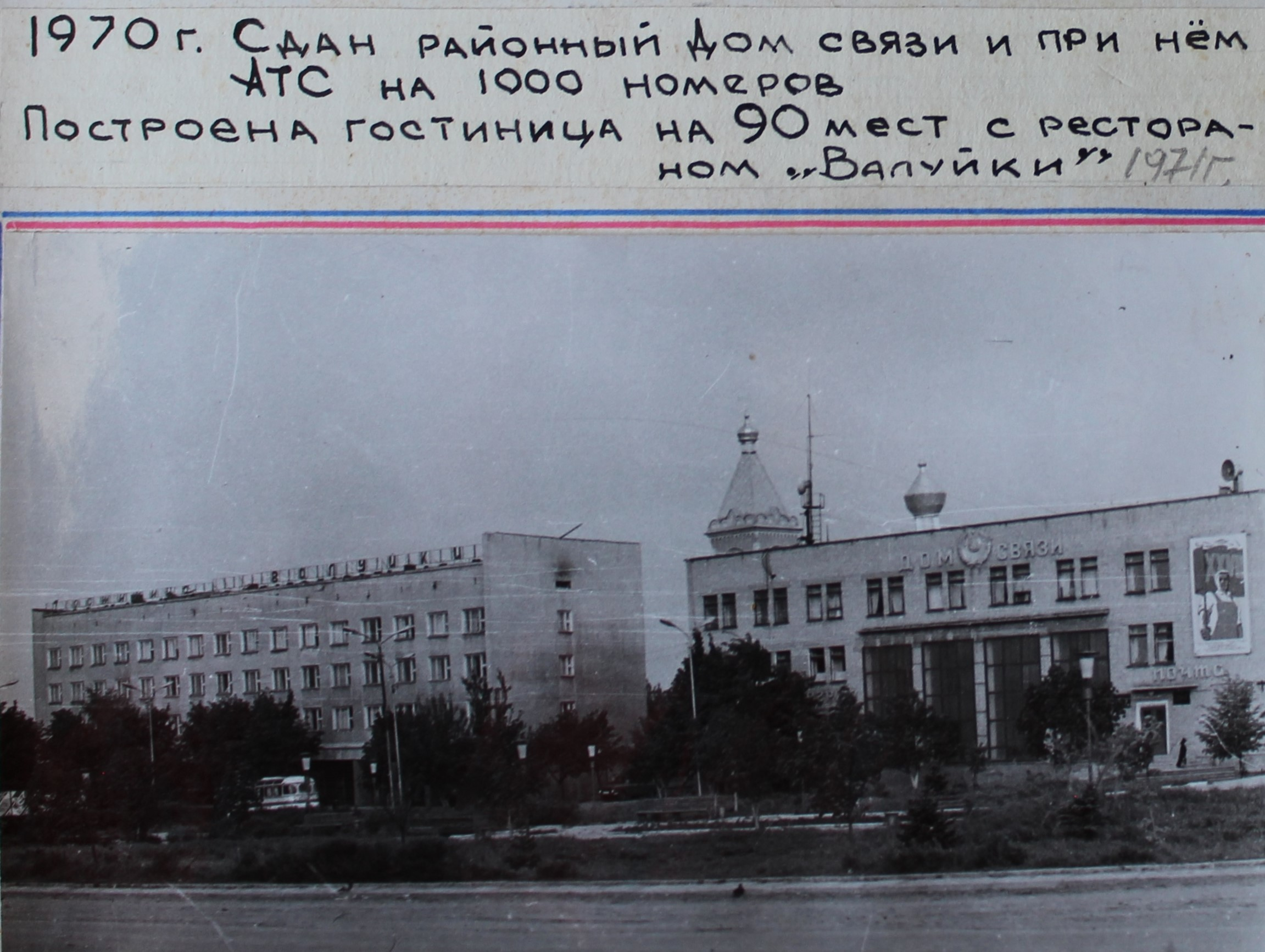
Maison des communications, mise en service en 1970, où se trouvaient le télégraphe, la poste et le central téléphonique automatique.

## Données archéologiques

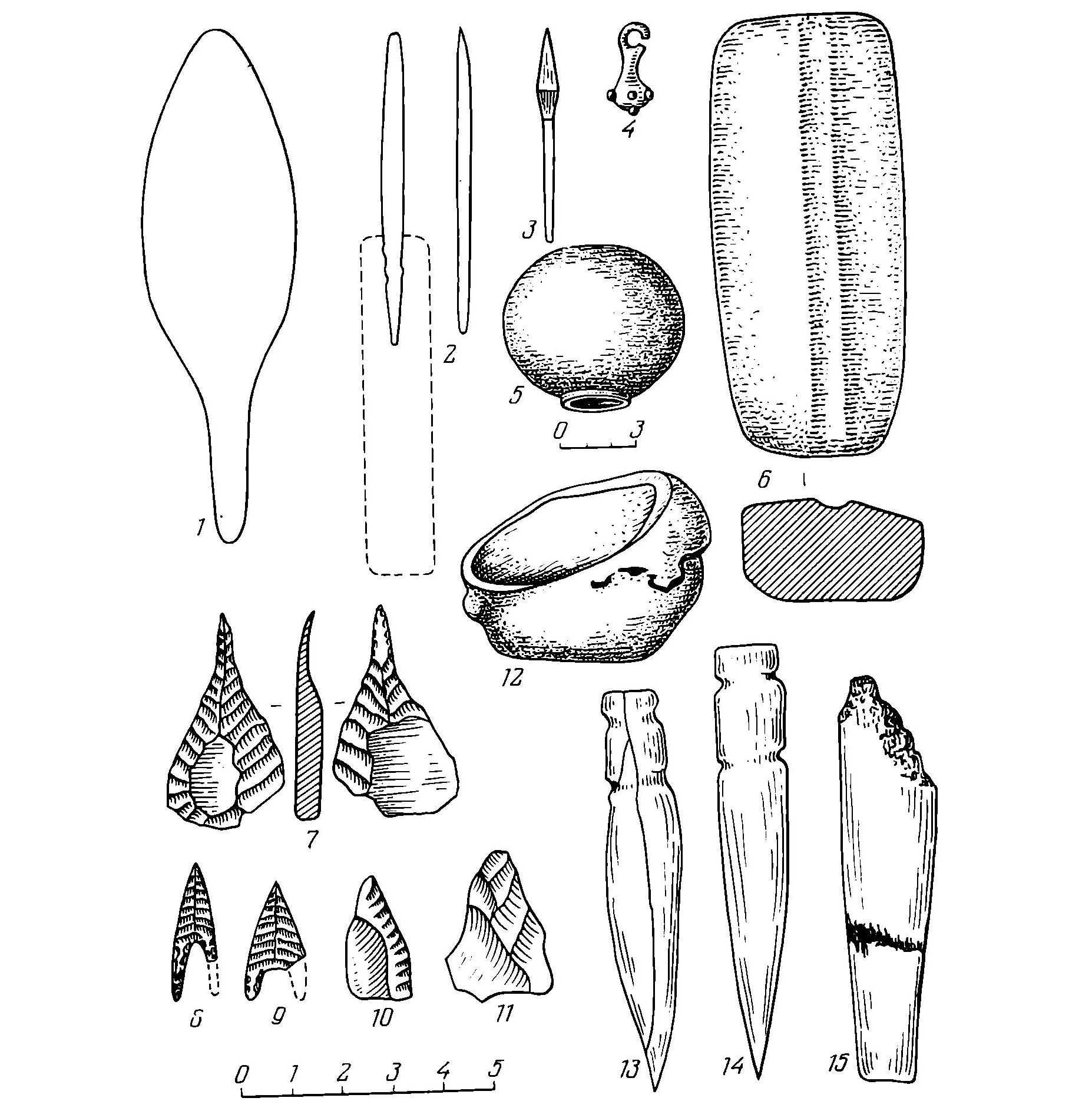
Inventaire d'un kourgane près du village de Chelaievo.

Les premières traces de présence humaine dans l'actuel territoire de Valouïki remontent au Paléolithique moyen (environ de 300 000 à 30 000 ans avant notre ère). De nombreux bifaces de type moustérien ont été trouvés dans la vallée de la rivière Ourazova (ru).
Quelques lieux de production de bifaces ont été trouvés tant au nord qu'au sud de la ville actuelle sur le territoire riche de silex et de craie. Tous ces lieux sont attribués au Paléolithique supérieur, au Néolithique ou encore à l'Âge du bronze. Les habitants du site paléolithique de Kostyonki (en) utilisaient certainement ces gisements de silex. Le fait est qu'il n'y a pas de traces de l'exploitation de silex aux environs de Kostyonki et que les gisements mentionnés sont les plus proches de Kostyonki, les hommes de l'époque parcourant 140 kilomètres sans difficulté particulière.
Outre cela, de nombreuses kourganes de la culture des catacombes se trouvent dans les environs de Valouïki. On peut citer la fouille d'un kourgane près du village de Chelaievo (ru), où des archéologues ont découvert l'inventaire de l'Âge du bronze, par exemple, un couteau de bronze, un ciseau, un perçoir et des bijoux de femme.

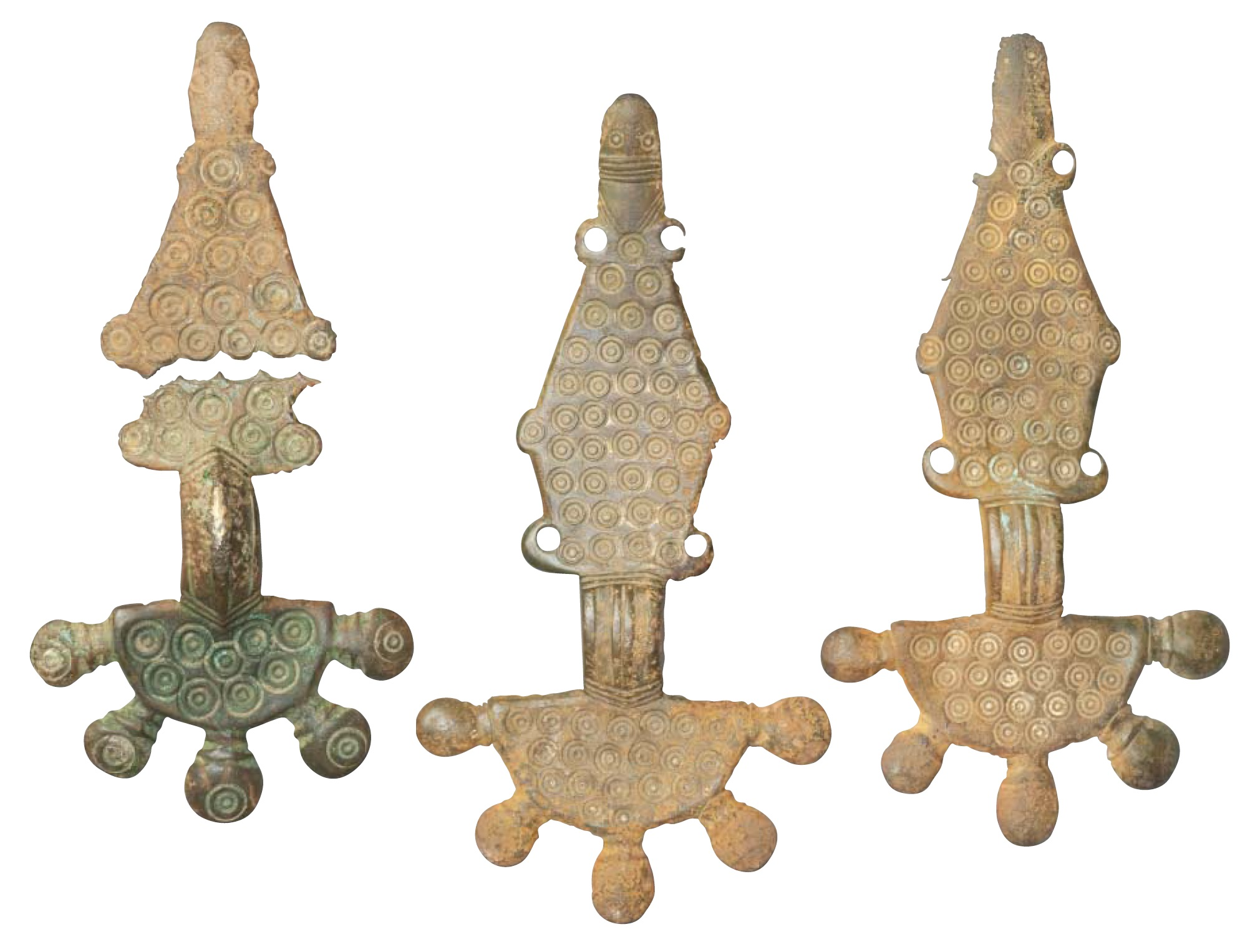
3 fibules du Trésor de Koloskovo.

En 1916, des paysans de la sloboda de Stari Khoutor ont trouvé quelques dizaines de monnaies romaines du IIe  au  IIIe siècle de notre ère. L'été 1928, des archéologues ont confisqué 97 deniers à des paysans de la même sloboda. Ces deniers dataient du temps des Antonins et les archéologues ont supposé que leur source était le trésor de 1916.
Au nombre des autres découvertes, des paysans ont trouvé en 1895 un casque au bord de l'Oskol, près du village de Koloskovo (ru). Ce casque contenait deux pointes de flèches, une boucle de la ceinture en argent, cinq fibules ornementées, des bracelets de bronze et d'autres pièces. Bien que le casque soit perdu, tout le reste a été envoyé au Musée historique d'État. L'historien Boris Rybakov (1908-2001), qui a étudié ce trésor et d'autres, les date du VIe au  VIIe siècle et les attribue aux anciens Slaves.
L'actuel territoire de Valouïki est resté peuplé pendant le Haut Moyen Âge.